# Reinhold Unterberg
Reinhold Unterberg (* 5. Oktober 1893 in Bottrop; † 23. Mai 1940 im KZ Sachsenhausen) war ein deutscher römisch-katholischer Geistlicher, Salvatorianer und Märtyrer.

## Leben
Johannes Unterberg wuchs mit acht Geschwistern in Bottrop und ab 1903 in Vogelheim (Essen) auf. 1920 trat er in den Salvatorianerorden ein und nahm den Ordensnamen Reinhold (nach Reinhold von Köln) an. Er studierte Theologie und wurde am 4. August 1929 in Passau zum Priester geweiht. Als erfolgreicher Jugendseelsorger, dann als Superior des Exerzitienhauses Heilandsfrieden in Sennelager, geriet er zunehmend unter den Druck der Gestapo. Am 5. Oktober 1939 wurde er festgenommen. Nach Schutzhaft in Paderborn und Bielefeld wurde er am 23. Dezember 1939 in das KZ Sachsenhausen verlegt. Sein letzter Brief trägt das Datum 12. Mai 1940. Er starb im Alter von 46 Jahren (offizielle Todesursache: Lungenentzündung).

## Gedenken

Stolperstein für Pater Unterberg in Bottrop

Die deutsche katholische Kirche hat Reinhold Unterberg als Blutzeugen aus der Zeit des Nationalsozialismus in das deutsche Martyrologium des 20. Jahrhunderts aufgenommen. In Bottrop wurde 2005 für ihn in der Essener Str. 22 ein Stolperstein verlegt. In Essen trägt eine Straße seinen Namen.